# مادز آکوئیست
مادز آکوئیست (انگلیسی: Mads Aaquist؛ زادهٔ ۳۱ دسامبر ۱۹۹۴) بازیکن فوتبال اهل دانمارک است که در پست هافبک یا دفاع راست برای باشگاه فرماد آماگر در دسته دوم دانمارک بازی می‌کند.
او در تیم‌های ملی فوتبال زیر ۱۷ سال دانمارک, زیر ۱۹ سال دانمارک و زیر ۲۰ سال دانمارک بازی کرده‌است.